# Ligawka

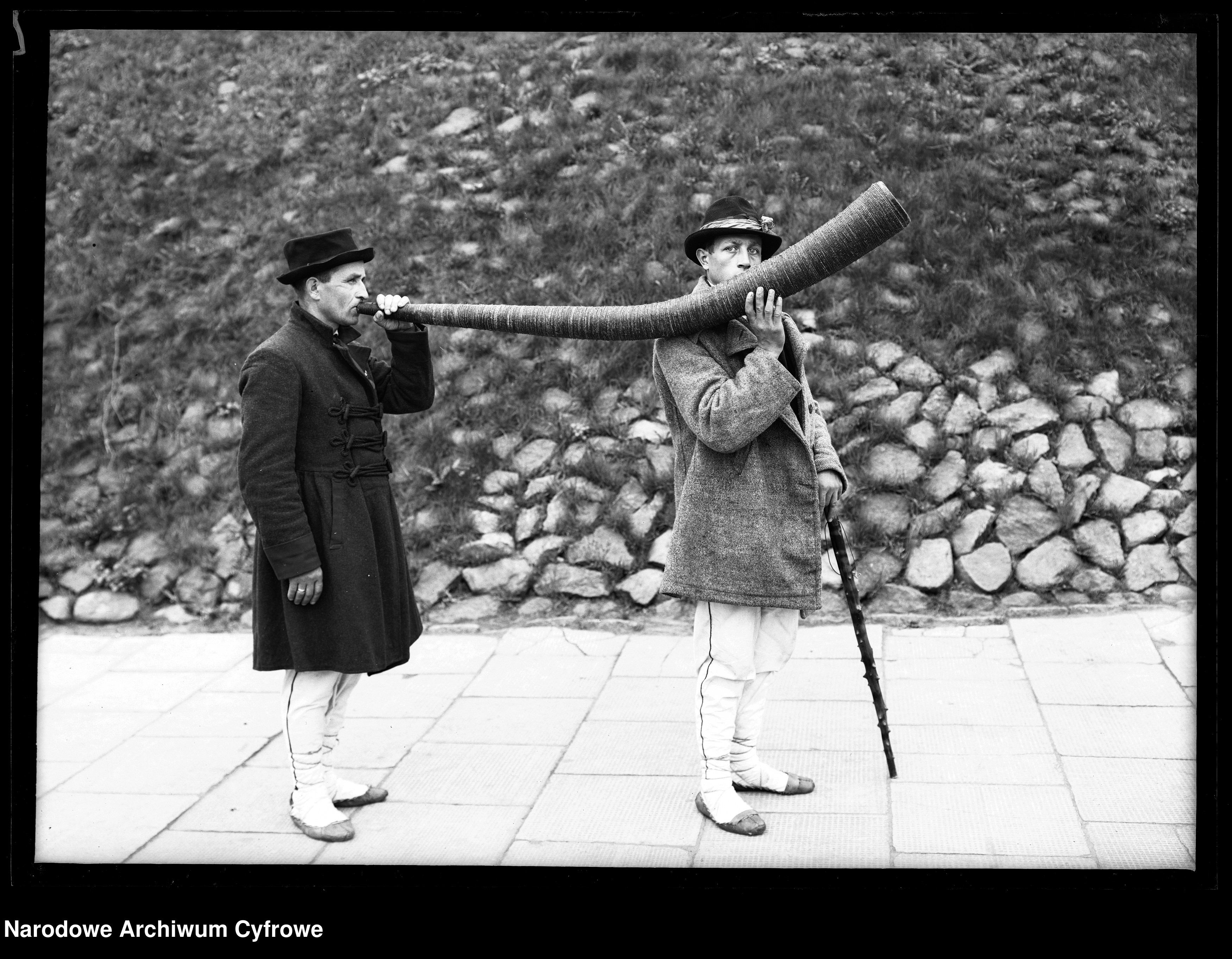
Kurp grający na ligawce, 1932

Ligawka – polski instrument ludowy z grupy drewnianych aerofonów ustnikowych, spotykany na Mazowszu, Podlasiu, Kurpiach (Kurpie Zielone i Kurpie Białe) i na Powiślu Lubelskim. Wywodzi się z tradycji łowieckiej, współcześnie związany jest z tradycją grania podczas adwentu.

## Budowa
Długość i kształt ligawki zależne są od wymiarów gałęzi, z których jest wytwarzana. Udokumentowane egzemplarze osiągają od 98 do 197 cm długości i swoim zakrzywionym kształtem przypominają róg. Ligawki wyrabiane są z przeciętych na pół wydrążonych gałęzi, połączonych metalowymi obręczami bądź za pomocą oplecionych korzeni lub gałązek oraz specjalistycznego kleju. Dawniej ligawki łączone były smołą. Na koniec dobierany i wstawiany jest ustnik. Najwięcej ligawek powstaje z drewna sosnowego, chociaż ich wytwórcy pozostają subiektywni w ocenie jakości materiału z konkretnych drzew. Wybierane są gałęzie lipowe, świerkowe, wierzbowe, olchowe, a także modrzewiowe. Zbiera się je jesienią bądź zimą, kiedy łatwo wypatrzeć nadający się na instrument konar. Wyrób zajmuje około 2−7 dni.

## Etymologia nazwy
Nazwa legawka pierwszy raz pojawiła się w II połowie XVIII w. w wykazie pt. Rejestr drzewnych rzeczy, które z jakiego drzewa robione bywają ks. Krzysztofa Kluka, przyrodnika i proboszcza parafii w Ciechanowcu w latach 1770–1796. Dokumentuje on „legawki, w które pastuchy trąbią; osowe, wierzbowe”. Istnieje wiele interpretacji pochodzenia nazwy wskazujących na słownictwo łowieckie. Przykładowo róg używany przy polowaniach określany jest legawką od staropolskiej nazwy wyżła (pies legawy lub legawiec) – psa myśliwskiego, który poprzez kładzenie się (leganie) na ziemi sygnalizował ludziom bliską odległość zwierząt. Badacze próbujący wyjaśnić źródłosłów ligawki podają szereg propozycji pokazujących zmiany fonetyczne, które zachodziły w kształtującym się języku polskim; nazwa może wywodzić się od legara, czyli podkładu, legarza, czyli bednarza, bądź czasownika ligać się, tzn. ślizgać się, a być może ma pochodzenie starolitewskie od laigymai, nazwy określającej tańce.
Jedna z najpopularniejszych interpretacji, mówi o pochodzeniu znaczenia słowa ligawka od gwarowego czasownika legać/ligać, oznaczającego czynność położenia czegoś, np. na studni lub płocie, tak jak czynią to z instrumentem niektórzy wykonawcy – opierają ligawki, kierując je przy tym w stronę lasu, tak aby wzmocniony dźwięk niósł się jak najdalej. Współcześni gracze i wytwórcy ligawek, nazywając czynność gry, używają ponadto terminu ligać w znaczeniu trąbić. Z czynnością kładzenia instrumentu wiąże się regionalna nazwa ligawki – krzywuła – odnotowana przez Adama Chętnika.

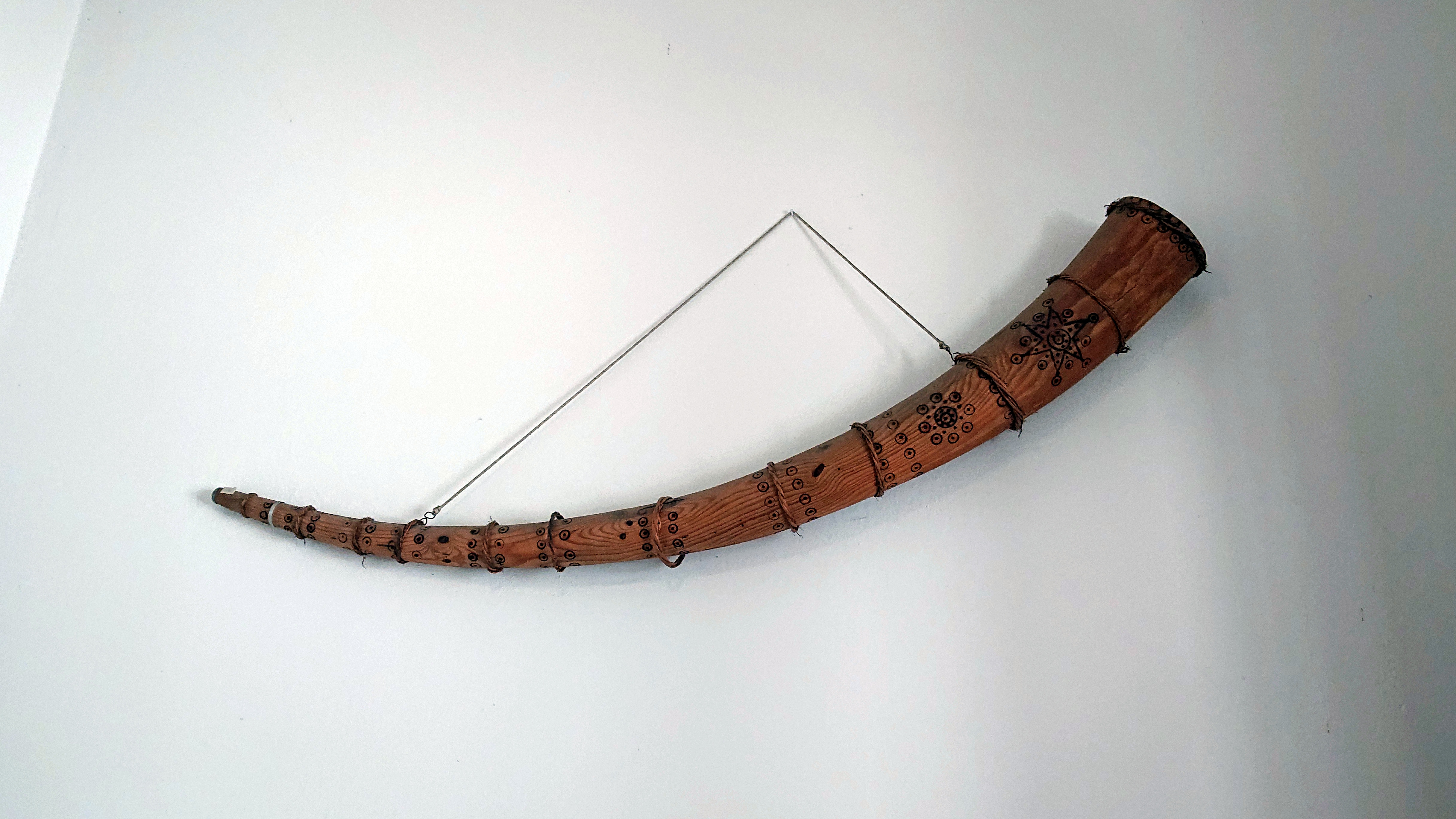
Ligawka wykonana przez Stanisława Zadrożnego ze Starej Grabownicy (Kurpie Białe), eksponat na wystawie w Ośrodku Kultury Leśnej w Gołuchowie

W innych miejscach Polski, w których występują podobne instrumenty, określane trąbami, stosowane jest słownictwo odmienne, specyficzne dla danego regionu. Są to bazuna na Pomorzu oraz trombita w Karpatach. Pokrewnym instrumentem jest róg alpejski, podobnie zbudowane jest didgeridoo.

## Historia instrumentu
Obecność trąb, w których dopatrywać się można pochodzenia ligawki, na ziemiach polskich w średniowieczu potwierdza znalezisko dwóch drewnianych ustników na stanowisku archeologicznym w Wolinie. Jak pisał polski muzykolog, Włodzimierz Kamiński:

„współczesna ligawka i jej regionalne warianty pochodzą w prostej linii od tamtych trąb wczesnośredniowiecznych, które w tradycyjnej praktyce ludowej przetrwały w niezmienionej formie do naszych czasów”

Dawne i współczesne źródła świadczą o zmieniającym się w czasie zastosowaniu instrumentów typu trąby. Funkcja ligawki przeszła drogę od użytkowej do symbolicznej. Od X w. ten rodzaj trąby wykorzystywany był przez wojsko do przekazywania na odległość komend lub informacji przy zastosowaniu sygnałów, a także podczas ceremonii związanych z dworem królewskim. Pod koniec średniowiecza odnotowano zatrudnianie stróży (tzw. piszczków miejskich), którzy z wież wykonywali dźwięki towarzyszące m.in. pochodom. Symbolikę takich sygnałów można odnaleźć np. w staropolskich tłumaczeniach psalmów, gdzie towarzyszą one podniosłym i uroczystym w charakterze wydarzeniom bądź wzywają do chwalenia Boga. W literaturze XVI–XVIII w., poza obecnością w instrumentarium dworskim i wojskowym, instrumenty dęte pełniły role myśliwskie oraz pasterskie.
Od XIX w. następowało stopniowe włącznie symboliki pasterskiej do tradycji kościoła rzymskokatolickiego. Na ligawkach w XIX i XX w., kiedy zaczęła funkcjonować ta nazwa, grali pasterze w celach nawoływania i spędzania bydła na wypas, ostrzegania przed wilkami i innymi dzikimi zwierzętami, a także ogłaszania i przypominania o adwencie oraz towarzyszenia liturgii mszy, zastępując w tym okresie dzwony. Gracze przez cały grudzień każdego dnia o świcie, aż do Bożego Narodzenia, wychodzili przed dom i wykonywali sygnały mające zapowiadać i przypominać ludziom o nadchodzącym święcie. Gra na ligawce miała także znaczenie ochronne, stanowiąc w ludowych wierzeniach element dźwiękowy, który miał za zadanie odpędzać złe moce i zagrożenia. Kiedy sygnały ligawkowe zaczęły być interpretowane przez władze okupacyjne jako sygnały ostrzegawcze, wykorzystywane do porozumiewania się na odległość, do grania zniechęcano, przez co tradycja zaczęła zanikać. Dopiero po II wojnie światowej, kiedy w latach 50. wzrosło zainteresowanie wspieraniem przejawów kultury tradycyjnej, polscy muzykolodzy i propagatorzy, chcący zachować ciągłość tradycji gry na ligawce, rozpoczęli pracę dokumentującą zwyczaj gry w pobliżu domów w okresie adwentu w podlaskich i mazowieckich wsiach.
O użyciu ligawki podczas adwentu wspominali etnografowie, m.in. Zygmunt Gloger, Oskar Kolberg, Stanisław Dworakowski, Józef Grajnert, Adam Chętnik, Janina Petera. Instrument badali etnomuzykolodzy, np. Jadwiga Sobieska i Piotr Dahlig.
Współcześnie do ponownego rozkwitu tradycyjnej gry na ligawce, oprócz działań Piotra Dahliga i Wandy Księżopolskiej, przyczyniło się zorganizowanie konkursów gry. Po raz pierwszy w 1974 konkurs zainicjowany został w Ciechanowcu przez Kazimierza Uszyńskiego, ówczesnego dyrektora miejscowego muzeum. Od 1990 konkurs w Ciechanowcu ma charakter międzynarodowy. Odbywa się w pierwszą niedzielę grudnia. Konkursy organizowane są co roku w adwencie i wspierane są przez placówki kulturalne takie jak Muzeum Regionalne w Siedlcach (zainicjowany przez Wandę Księżopolską, organizowany od 2001) oraz Muzeum Rolnictwa w Ciechanowcu. Legacze spotykają się też w Łochowie i Sokołowie Podlaskim. Formą popularyzacji gry na instrumencie są warsztaty organizowane przez wspomniane instytucje. Wieloaspektowe badania nad grą na ligawkach w celu ich przywrócenia prowadzone są m.in. w gminie Konopnica.
Ligawki można znaleźć w zbiorach m.in. Muzeum Kultury Kurpiowskiej w Ostrołęce, Muzeum Rolnictwa w Ciechanowcu i Państwowego Muzeum Etnograficznego w Warszawie, w Szkolnym Muzeum Gwizdka w szkole podstawowej w Gwizdałach, w Muzeum Ludowych Instrumentów Muzycznych w Szydłowcu, Muzeum Etnograficznym im. Seweryna Udzieli w Krakowie, Muzeum Lubelskim w Lublinie, Muzeum Wsi Lubelskiej.

### Nawiązania
Instrument pojawia się w twórczości poetyckiej, np. w wierszu Teofila Lenartowicza Wiecznie to samo, Józefa Czechowicza Ze wsi oraz wierszu Bronisława Pietraka Na ligawce.

## Konkursy gry na ligawce
- Konkurs Gry na Instrumentach Pasterskich im. Kazimierza Uszyńskiego w Ciechanowcu[31],
- Konkurs Gry na Ligawce „Melodie Bożych Trąb” w Łochowie[32],
- Regionalny Konkurs Gry na Ligawkach „Adwentowe granie” w Siedlcach[33].

## Ludowi wytwórcy
Specyfiką polskiej muzyki ludowej jest wytwórstwo instrumentów muzycznych na użytek własny przy zastosowaniu tradycyjnych metod przekazywanych z pokolenia na pokolenie bądź wyuczonych przez mistrza. Do odnotowanych ludowych twórców ligawek należą:
- Antoni Łempicki – laureat Nagrody Kolberga w 1988[34],
- Józef Piętka, Jan Żabowski, Jan Prasuła, Bolesław Olbryś z Nowogrodu, Franciszek Pawelczyk, Czesław Korycki[35] ,
- Kazimierz Łempicki[14], Andrzej Klejzerowicz i Teodor Niemyski z Ciechanowca[27][36], Ryszard Kamiński, Henryk Borowy, Wacław Stańczuk, Antoni Skarżyński, A. Wysocki, H. Ciszewski, Cz. Korycki, S. Nagórko, R. Niemyjski, W. Felczuk,  Piotr Wojtkowski, J. Tymiński, Stanisław Zadrożny ze Starej Grabownicy, Adolf Bogowicz, W. Dziubiela, J. Maliszewski, S. Paczuski, J. Figurowski, E. Kalinowski, J. Sawicki, S. Tryc, K. Pytel, Leonard Madziar, R. Radzio, R. Stępiński, E. Roguszewski, J. Piętka – syn Józefa, Bogdan Polkowski, Leon Kamiński[37], Józef Krynicki z Łempic[24], Antoni Wojno z Wojen-Pietraszy[26], Józef Ochal i Jan Koter z Lubelskiego, Mateusz Maj, Antoni Wilczek z Bełżyc[2].